# Elmbridge
Elmbridge is een Engels district in het shire-graafschap (non-metropolitan county OF county) Surrey en telt 121.936 inwoners. De oppervlakte bedraagt 95 km².
Van de bevolking is 16,4% ouder dan 65 jaar. De werkloosheid bedraagt 1,9% van de beroepsbevolking (cijfers volkstelling 2001).
Het wapen van het district is een voorbeeld van een sprekend wapen; een iep (Engels elm) over een brug (Engels bridge).

## Plaatsen in district Elmbridge
- Cobham
- Esher
- Hersham
- Hinchley Wood
- Long Ditton
- Molesey
- Oxshott
- Thames Ditton
- Walton-on-Thames
- Weybridge

## Civil parishesin district Elmbridge
- Claygate